# Seznam nizozemskih arhitektov
Seznam nizozemskih arhitektov.

## B
- Jakob Berend Bakema
- Ben van Berkel
- Hendrik Petrus Berlage
- Jan Bouman

## C
- Kees Christiaanse
- Jan Pieter Cluisenaar (niz.-belgijski)
- Petrus Josephus Cuijpers /Pierre Cuypers

## D
- Druker?
- Willem Marinus Dudok
- Johannes Duiker

## E
- Cornelis van Eesteren
- Erick van Egeraat
- Aldo van Eyck

## H
- Hubert-Jan Henket
- Francine Houben

## K
- Kees Kaan
- Michel de Klerk
- Rem Koolhaas
- Piet Kramer

## M
- Daniel Marot

## N
- Willem Jan Neutelings

## O
- Jacobus Johannes Pieter Oud

## P
- Maurits Post
- Pieter Post

## R
- Gerrit Rietveld (oblikovalec pohištva...)

## S
- Wolff Schoemaker
- Hans van Steenwinckel starejši (niz.-danski)

## T
- Wilhelm Victor Alfred Tepe

## V
- Hans Vredeman de Vries

## W
- Jan Wils